# Phaonia yaeyamensis
Phaonia yaeyamensis är en tvåvingeart som beskrevs av Shinonaga 2003. Phaonia yaeyamensis ingår i släktet Phaonia och familjen husflugor. Inga underarter finns listade i Catalogue of Life.